# Glens Falls
Glens Falls is een plaats (city) in de Amerikaanse staat New York, en valt bestuurlijk gezien onder Warren County. In Juli 2023, en voor het tweede jaar, is Glens Falls n°1 op de lijst van de veiligste steden in de V.S.

## Demografie
Bij de volkstelling in 2000 werd het aantal inwoners vastgesteld op 14.354.
In 2006 is het aantal inwoners door het United States Census Bureau geschat op 14.078, een daling van 276 (-1.9%).

## Geografie
Volgens het United States Census Bureau beslaat de plaats een oppervlakte van
10,2 km², waarvan 9,9 km² land en 0,3 km² water. Glens Falls ligt op ongeveer 105 m boven zeeniveau.

## Plaatsen in de nabije omgeving
De onderstaande figuur toont nabijgelegen plaatsen in een straal van 8 km rond Glens Falls.

## Geboren
- Edward Prescott (1940-2022), econoom en Nobelprijswinnaar (2004)
- Lisa Eichhorn (1952), actrice, filmproducente en scenarioschrijfster
- George Hertzberg (1972), acteur
- Jimmer Fredette (1989), basketballer (Sacramento Kings)